# چارلز هنری هرود
چارلز هنری هرود (انگلیسی: Charles Henry Harrod) (زاده ۱۷۹۹ - درگذشته ۱۸۸۵) کارآفرین، بازرگان و مدیر ارشد اجرایی بریتانیایی بود، که در سال ۱۸۳۴ شرکت هرودس را تأسیس نمود.